# NSFW

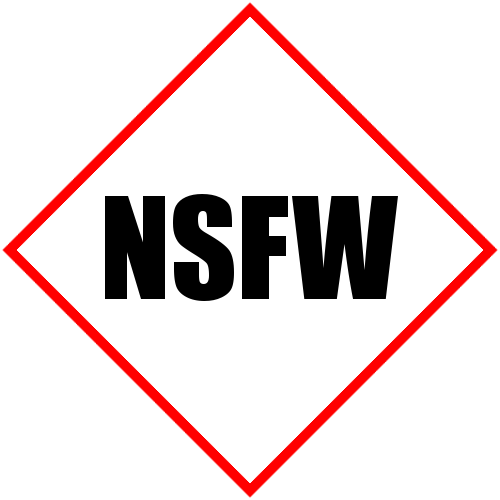
Logo NSFW

NSFW è l'acronimo di Not safe for work, ossia non sicuro per il lavoro; usato principalmente su siti, forum, blog e chat, serve a indicare URL o collegamenti a materiale sessualmente esplicito, volgare o potenzialmente offensivo, in modo che l'utente possa evitare di incapparvi inavvertitamente durante l'orario di lavoro, a scuola o in situazioni di privacy limitata.
Alcuni siti web, come Reddit e OnlyFans, compreso rule34 offrono agli iscritti la possibilità di designare i loro contenuti come NSFW in modo da avvertire i visitatori della loro natura inappropriata.
Esiste anche una versione più pesante di NSFW, ovvero NSFL (Not safe for life: non sicuro per la vita) e viene utilizzata per rappresentare contenuti altamente traumatizzanti o assolutamente sconsigliabili alla stragrande maggioranza degli utenti, indipendentemente dall'età.